# Mark Schorr
Pour les articles homonymes, voir Schorr.
Mark Schorr, né le 6 septembre 1953 à Brooklyn (New York), est un écrivain américain, auteur de roman policier.

## Biographie
Il suit des études à l'université d'État de New York à Binghamton où il obtient un diplôme en 1973. Puis, il publie des articles sur des enquêtes criminelles dans différents journaux : New York, New York Daily News, News Village Voice, High Times. Après avoir exercé différents métiers, notamment employé de librairie, photographe et détective privé, il travaille à Los Angeles au Los Angeles Herald Examiner (en) de 1980 à 1982 avant de devenir producteur dans la filiale de Los Angeles de CBS, KCBS-TV en 1983. Après cette date, il est enseignant en journalisme à l'université de Californie à Los Angeles.
En 1983, il publie son premier roman Faut pas fantasmer comme ça ! (Red Diamond : Private Eye). C'est le début d'une trilogie où apparaît un chauffeur de taxi passionné par les pulps, en particulier ceux avec le Continental Op et Race Williams, le héros de Carroll John Daly. Mais son héros préféré est Red Diamond qui n'existe que dans son imagination. Il lui invente des aventures dans une série de trois romans « pleine d'humour » selon Claude Mesplède.
Après cette série, Mark Schorr en écrit deux autres, Robert Stark et Brian Hanson. Il écrit également d’autres romans noirs dont en 1989 L’œil était dans la bombe (Eye for an Eye) dans lequel un policier devenu borgne à la suite de l’explosion d’une bombe recherche le responsable de sa mutilation.
Il publie également plusieurs romans sous le pseudonyme Scott Ellis.

## Œuvre

### Romans

#### SérieRed Diamond
- Red Diamond : Private Eye, 1983
  - Faut pas fantasmer comme ça !, Série noire no 1973, 1984
- Ace of Diamonds, 1984
  - Un taxi pour Las Vegas, Série noire no 2003, 1985
- Diamond Rock, 1985

#### SérieRobert Stark
- Overkill, 1988
- Seize the Dragon, 1989
- Gun Power, 1990

#### SérieBrian Hanson
- Borderline, 2006
- Fixation, 2008

#### Autres romans
- Bully, 1985
- Eye for an Eye, 1989
  - L’œil était dans la bombe, Série noire, no 2253, 1991

#### Romans signés Scott Ellis
- The Borzoi Control, 1986
- Our Fun Dad, 2010
- Canadian Legends, 2011

### Nouvelles
- The Volunteer, 1989
- What Goes Around…, 1991
- The Therapeutic Allianc, 1992

## Sources
- Claude Mesplède (dir.), Dictionnaire des littératures policières, vol. 2 : J - Z, Nantes, Joseph K, coll. « Temps noir », 2007, 1086 p. (ISBN 978-2-910-68645-1, OCLC 315873361), p. 734.
- Claude Mesplède, Les années "Série noire" bibliographie critique d'une collection policière, vol. 5 : 1982-1995, Amiens, Encrage, coll. « Travaux » (no 36), 2000.